# Tony Strobl
Tony Strobl, nascido Anthony Joseph Strobl (12 de maio de 1915, Cleveland - 29 de dezembro de 1991,  Northridge) foi um animador e desenhista de quadrinhos para a Disney.

## Biografia
Tony Strobl cursou a Cleveland School of Art entre 1933 e 1937. Logo após ter se formado, em 1938, começou a trabalhar como desenhista dos estúdios Disney, mais especificamente com os personagens Pato Donald e Mickey e, depois, nos longa-metragens Fantasia, Pinóquio e Dumbo.
Entre 1987 e 1989 trabalhou com o desenho animado para a televisão dos Ducktales, os caçadores de aventura, que retratava o Tio Patinhas e seus sobrinhos sempre em busca de algum tesouro perdido ao redor do mundo.
Também trabalhou como desenhista em outros estúdios como Warner Bros., (desenhando o Pernalonga, Patolino, Gaguinho e Frajola), Walter Lantz, desenhando o (Pica-Pau), e Hanna-Barbera, desenhando os (Jetsons).
Esteve afastado dos desenhos entre 1941 e 1947, quando estava servindo às Forças Armadas de seu país.